# Nils Davidsen

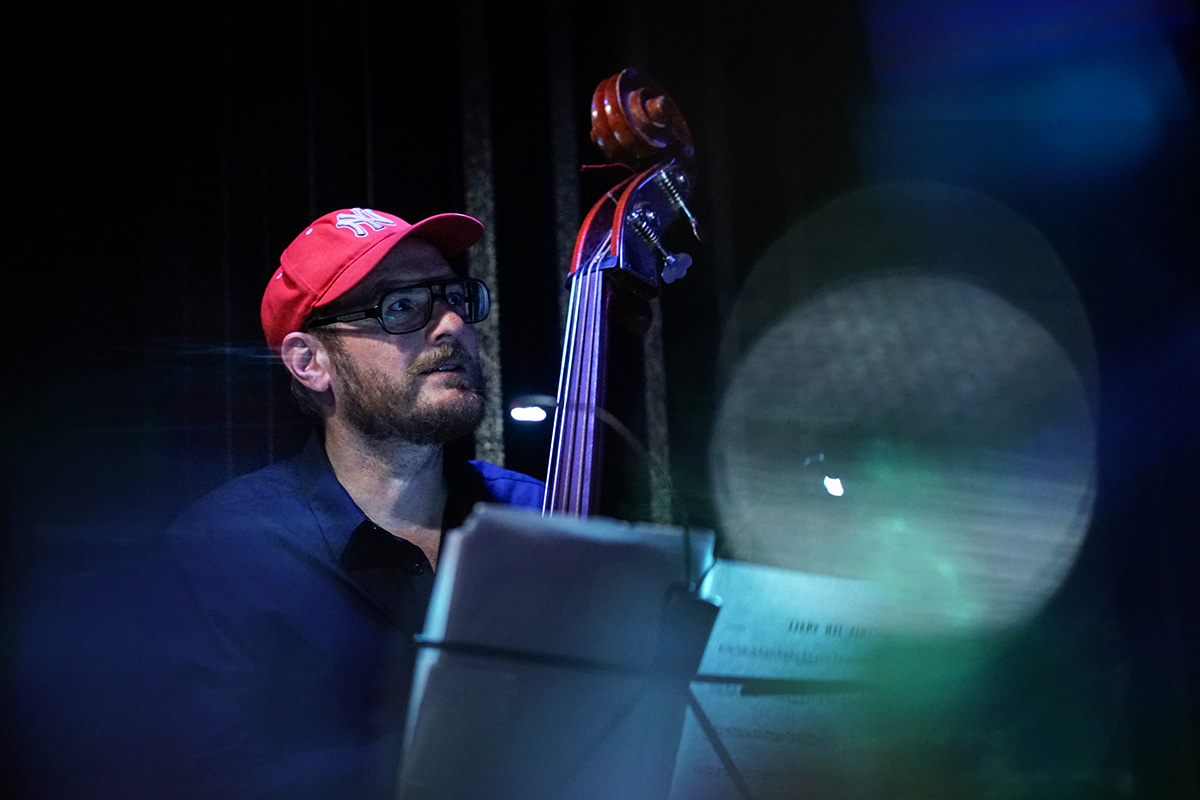
Nils Davidsen
Aarhus Jazz Festival
(Aarhus, Dänemark 2017)

Nils Bosse Davidsen (* 1966) ist ein dänischer Jazz- und Fusionmusiker (Bass, Cello, Komposition).

## Leben und Wirken
Davidsen gehörte nach dem Studium am Rytmisk Musikkonservatorium ab 1995 mit Kasper Tranberg, Niclas Knudsen und Anders Mogensen zu When Granny Sleeps; das Quartett legte drei Alben, auch mit David Liebman und mit Ray Anderson, vor.
Davidsen hat weiter mit Musikern wie Eugene Chadbourne, Ikue Mori, John Tchicai, Django Bates, Tim Berne, Carsten Dahl, Marc Ducret, Bunky Green, Simon Toldam, Luther Thomas, Joachim Kühn, Richie Beirach, Adam Nussbaum, Tom Rainey, Peter Brötzmann, Chris Speed, Iain Ballamy, Sam Yahel, Gary Thomas, Butch Lacy und Maria Faust gearbeitet. Davidsen gehörte zu Bobby Prevites Pan Atlantic Band und den Bands von Jakob Dinesen.
Im Duo mit Kasper Tranberg entstand das Album Zone Blue. In der Rhythmusgruppe mit Anders Mogensen spielte er sowohl mit Tomasz Dąbrowski (Tom Trio) als auch mit Artur Tuźnik. 2014 legte er ein erstes Soloalbum vor, dem 2019 Hverdagsforvandling folgte.